# Józef Trenkwald
Józef Trenkwald (n. 14 august 1897, Viena, Austro-Ungaria – d. 19 noiembrie 1956, Londra, Anglia, Regatul Unit) a fost un ofițer ce a reprezentat Polonia, medaliat olimpic. A participat la o ediție a Jocurilor Olimpice (1928) în care a câștigat o medalie de bronz.

## Participări
Lista de mai jos prezintă principalele competiții la care a participat Józef Trenkwald de-a lungul carierei.
- equestrian at the 1928 Summer Olympics – team eventing[*]